# Герле
Герле (нід. Heerle) — село в нідерландській провінції Північний Брабант. Входить до муніципалітету Розендал.
Його площа становить 8,49 км², а населення станом на 2021 рік складало 1 830 осіб.

## Галерея

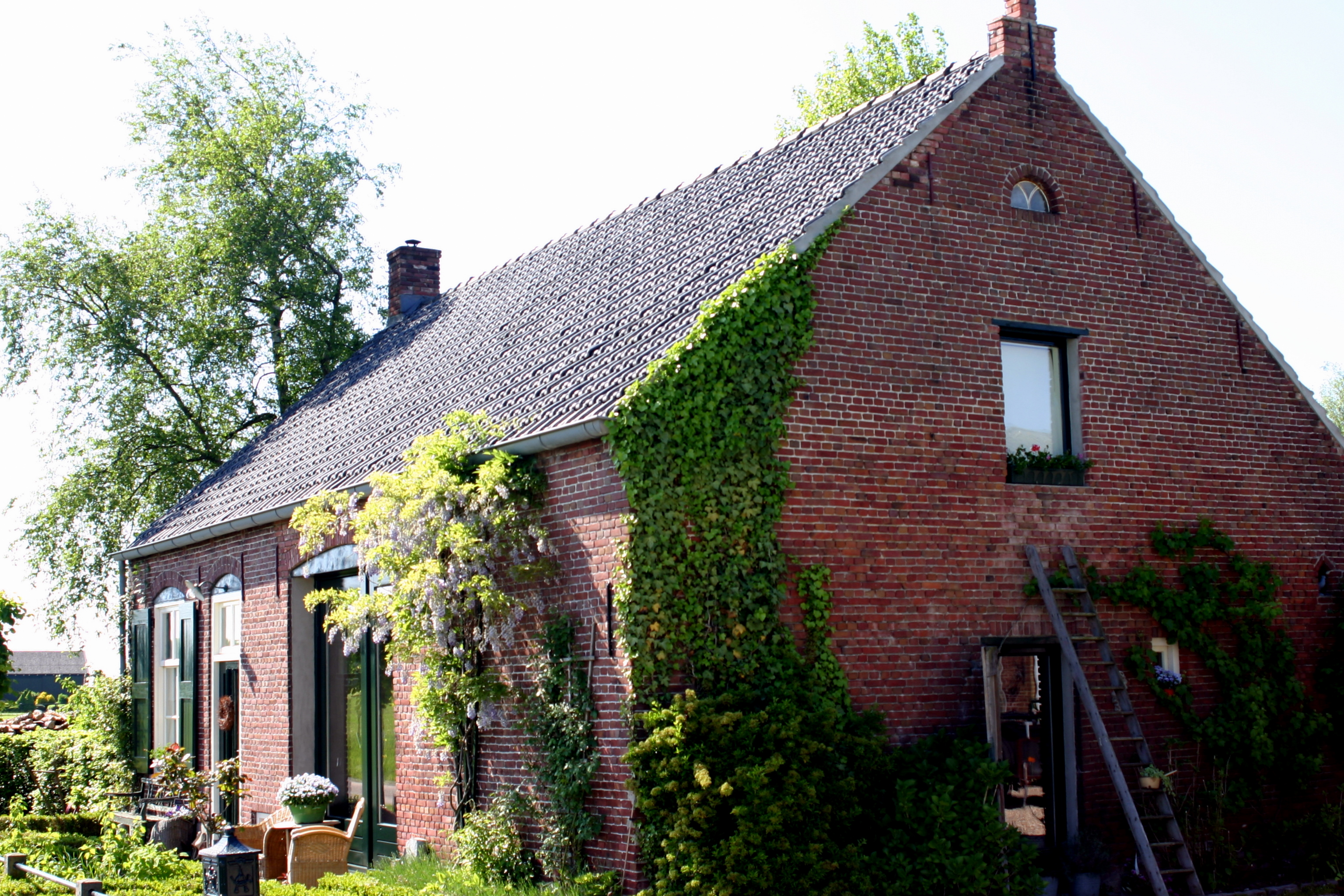
Будинок у Герле
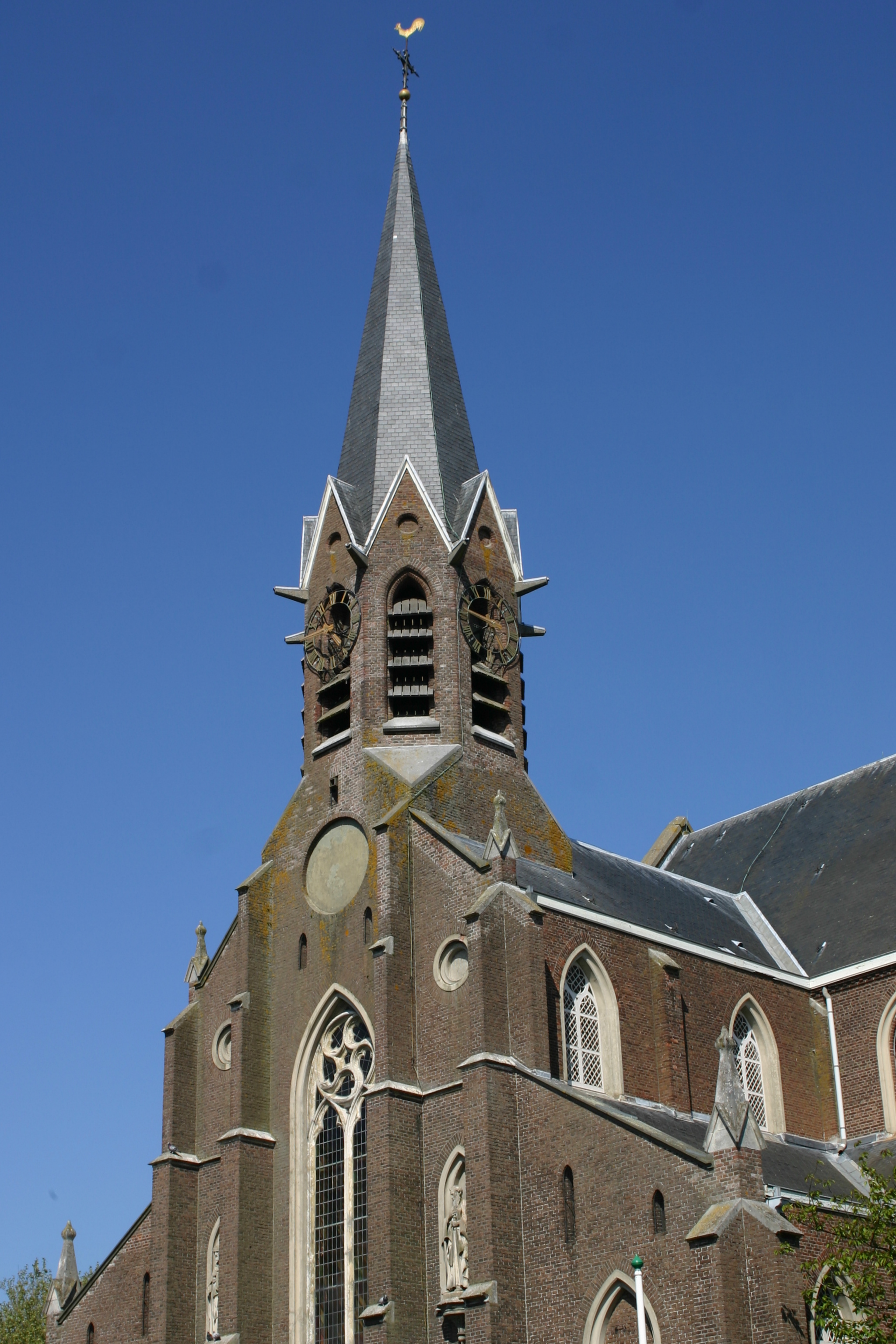
Католицька церква